# Дзеркало ковзання

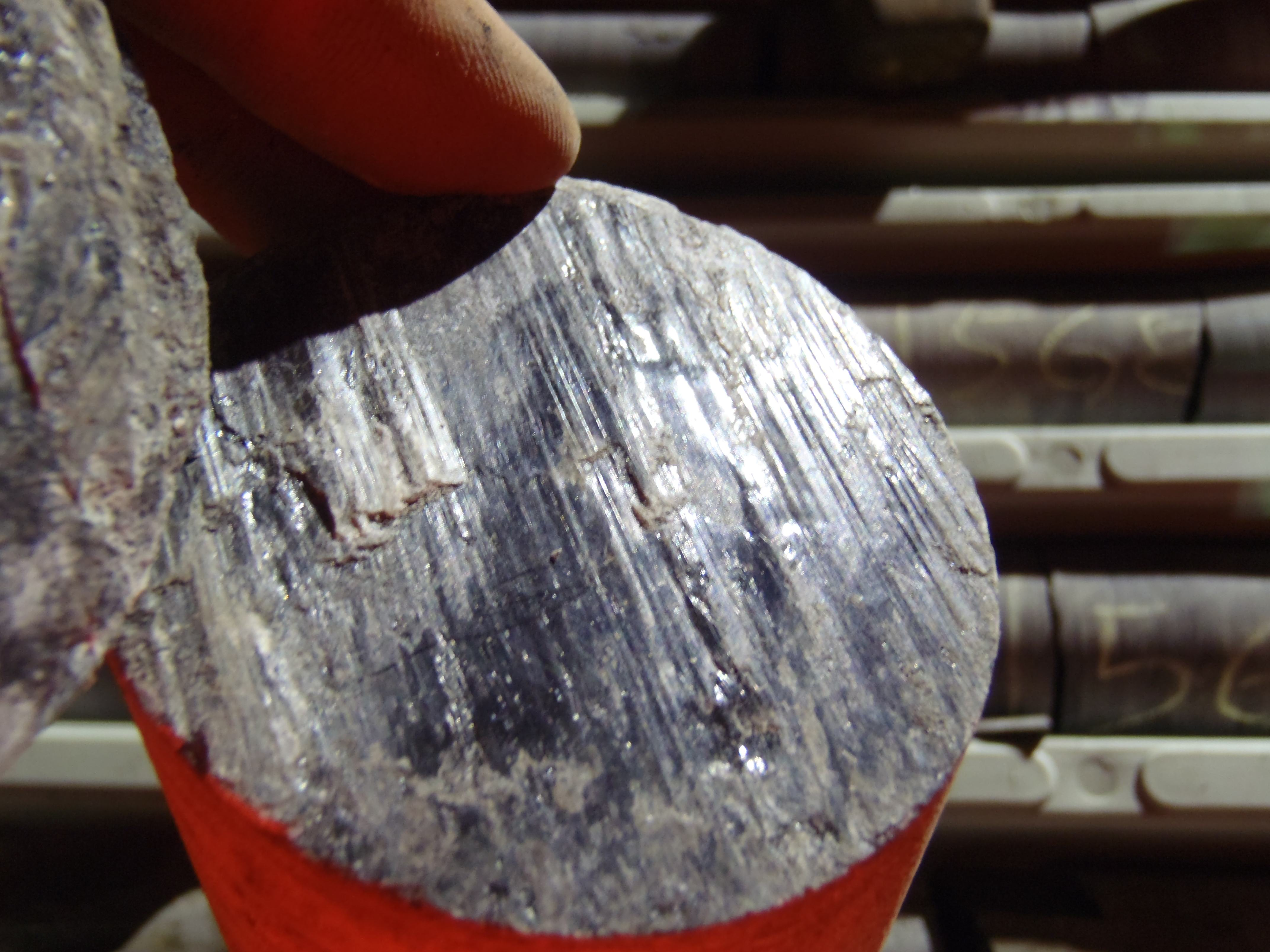
Лінії зсуву на глибині 500 м у пермському пісковику

Дзеркало ковзання (англ. glide plane, fault polish, slickenside) — гладка, відполірована і покрита борознами поверхня гірських порід, що виникла при терті тектонічних блоків, які ковзають вздовж площини розлому при розривних порушеннях.